# Атанасије Димитријевић Секереш
Атанасије Димитријевић Секереш (Ђур, 1738 — Беч, 30. април 1794) био је свештеник и цензор српских књига у Бечу. Секереш је био један од најученијих Срба у другој половини 18. века.  Међу српским грађанима и свештенством у Аустрији, чак у стручној литератури Атанасије Димитријевић Секереш представљан је као „изузетна и врло опака појава” међу Србима свог времена.

## Живот и каријера
Рођен је 1738. године у граду Ђуру. Као велики број припадника српске интелектуалне елите, попут Павла Јулинца (1731/1732–1785) и Јована Мушкатировића (1743–1809), био је и он међу студентима Евангелистичког лицеја у Пожуну (Братислави). Током духовног сазревања у овој протестантској школи у Словачкој, највероватније су пожунски професори усадили младом Атанасију Димитријевићу Секерешу, идеју да је папа једини легитимни наследник Светог Петра. Формирао се под утицајем пожунског професора правника рационалисте Паула Ригера. То једино може објаснити чињеницу да је након што је био српски (православни) парох у Бечу, касније прешао из православља у унију (римокатоличанство). Постао је сада нова особа, Хорањи Секереш.
Након повратка са школовања, 1759. године постављен је за свештеника при православном храму Светог Николе у Ђуру. Након десетак година проведених у провинцијском Ђуру, обрео се у Бечу 1772. године, једној од највећих културних метропола Европе у 18. веку. Захваљујући личној интервенцији угледног темишварског владике и будућег митрополита, Вићентија Јовановића Видака, парох постављен је почетком 1772. године за капелана цркве Светог Ђорђа у Бечу. Свега неколико месеци касније, прихватио је дужност цензора за српске књиге у чувеној Курцбековој штампарији.3 Годишња новчана надокнада, која му је по налогу Илирске дворске депутације била додељена за обављање цензорске службе, потврђује оправданост претпоставке да сиромаштво није могло бити разлог за напуштање православне вере. 
| „ | Изузмемо ли његове повремене жалопојке због тога што је морао да дели стан са својим црквењаком, царски чиновник Секереш никада није био изложен материјалним недаћама, попут оних које су отерале у прерану смрт Захарија Орфелина (1726–1785), Алексија Везилића (1753–1792), Павла Соларића (1779–1821), као и многе друге његове савременике, чије је стваралаштво оставило неизбрисив траг у историји српске културе. | ” |

Поред свакодневног обављања свештеничких и цензорских дужности, Атанасије је слушао предавања из филологије, филозофије и канонског права на Бечком универзитету. Највероватније је похађање наставе из области канонског права код професора Павла Јозефа Ригера (1705–1775), родоначелника терезијанских реформи и горљивог поборника цезаропапизма, трансформисало Атанасија, као богобојажљивог паланачког поп у ауторитативног бечког бирократу. 
Средином новембра 1773. заменио је Адама Франца Колара (1718–1783) на месту суперревизора у Курцбековој штампарији, што је значило да ниједан рукопис на „илирском“ (српском и хрватском), „валахијском“ (влашком, односно румунском), грчком и јерменском језику није могао бити штампан и дистрибуиран без његове писмене дозволе. Био је он и коректор за српске књиге. На основу захтева грофа Франца Ксавера Колера, веома моћног председника Илирске дворске депутације, Атанасије Димитријевић Секереш је крајем 1774. године разрешен дужности парохијалног свештеника, како би у потпуности могао да се посвети цензорским обавезама.
Најдраматичнији догађај у животу Атанасија Димитријевића Секереша одиграо се средином јуна 1776. године, када је објавио своју (контроверзну) одлуку да пређе из православља у римокатоличанство. Један од могућих разлога за ову одлуку наведен је у овом цитату:
Из анализе садржаја поверљивог извештаја грофа Колера, упућеног царици Марији Терезији 22. јуна 1776. године... бирократски  педантно,  назначено је да  се „Атанасиус Деметрович“ одриче православља не само због разлога духовне природе, него и због тога што „грчки“ строги пост шкоди његовом слабом здрављу.
 По Александру Сандићу, Секереш је у својој изјави папи Пију VI написао да је променио веру „да би могао радити на појачању уније”. Био је он "изузетан, чудан човек, високучен, полиглота са познавањем десет језика, повезан са масонима, али без верског или националног осећања".
Године 1777. издао је митрополит Вићентије Јовановић Видак "Правила монашескаја", на латинском и црквено-славенском језику. Када се сазнало да их је написао (и наметнуо) у ствари Атанасије Димитријевић унијат, народ у Новом Саду и Вршцу се почео бунити, па су та правила за калуђере исте године опозвана.
Дворски цензор Атанасије је био Доситејев пријатељ и саветник. Јован Мушкатировић му је посветио једну своју књижицу. Помогао је Теодору Аврамовићу учитељу, да објави у Бечу дело: "Немецки и сербски словар на потребу сербскога народа в краљевству державах".
Преводио је аустријске немачке школске уџбенике на српски језик. Као Фелбигерову "Етику".
Након дугогодишњег рада за Илирску дворску депутацију и временски много краћег рада за Илирску дворску канцеларију (1791–1792), Атанасија Димитријевића Секереша, преузела је Угарска дворска канцеларија. Он је наставио да обавља дужност цензора, са несмањеним ентузијазмом, све до своје смрти, 30. априла 1794. године (по старом календару).
Атанасије је био омрзнут у српском народу, јер је директно учествовао у доношењу терезијанских рационалистичких реформи за Србе у царевини. Допринео је са својим "антисрпским ставом" подвргавању српске цркве држави, подржављавању српских школа, дерусификацији, германизацији основне наставе, умањивању српских манастира, празника и постова. Међу Димитријевићеве "неславне" поступке спада његово "огрешење", о свој српски род. Као одговор на анонимни захтев за издавање, он је поднео реферат против дозволе штампања вредне књиге барона Бартештајна о Србима и њиховим царским привилегијама. У свом реферату навео је да дело: „на разним местима садржи сасвим нетачне податке, штавише криво изнета факта (о српским привилегијама) и више непристојних, из политичких обзира недозвољивих погрда, особити против протестаната....” Издејствовао је тако неаргументованим замеркама царску забрану штампања 19. августа 1792. године.

## Дело
С обзиром на чињеницу да је Атанасије Димитријевић Секереш обављао дужност цензора дуже од двадесет година, сачувано је довољно доказа о томе да је поседовао истанчан читалачки укус, као и да је помно пратио тада актуелну литерарну продукцију. Наиме, управо је захваљујући његовом залагању скинута дугогодишња забрана са Гетеовог дела Јади младога Вертера.
Оставио је за собом рукопис Сокровиште славјанског јазика.